# 第31回インディペンデント・スピリット賞
第31回インディペンデント・スピリット賞は2015年の映画を対象とした賞で、2015年11月24日にノミネーションが発表された。なお、受賞者は2016年2月27日に発表された。

## ノミネート一覧

### 作品賞
- 『スポットライト 世紀のスクープ』
  - 『キャロル』
  - 『イット・フォローズ』
  - 『ビースト・オブ・ノー・ネーション』
  - 『タンジェリン』

### 監督賞
- トム・マッカーシー - 『スポットライト 世紀のスクープ』
  - トッド・ヘインズ - 『キャロル』
  - キャリー・ジョージ・フクナガ - 『ビースト・オブ・ノー・ネーション』
  - チャーリー・カウフマン、デューク・ジョンソン - 『アノマリサ』
  - ショーン・S・ベイカー - 『タンジェリン』
  - デヴィッド・ロバート・ミッチェル - 『イット・フォローズ』

### 主演男優賞
- エイブラハム・アター - 『ビースト・オブ・ノー・ネーション』
  - クリストファー・アボット - 『James White』
  - ベン・メンデルソーン - 『ワイルド・ギャンブル』
  - ジェイソン・シーゲル - 『人生はローリングストーン』
  - コーダス・セイホン - 『地中海』

### 主演女優賞
- ブリー・ラーソン - 『ルーム』
  - ケイト・ブランシェット - 『キャロル』
  - ルーニー・マーラ - 『キャロル』
  - キタナ・キキ・ロドリゲス - 『タンジェリン』
  - ベル・パウリー - 『ミニー・ゲッツの秘密』

### 助演男優賞
- イドリス・エルバ - 『ビースト・オブ・ノー・ネーション』
  - マイケル・シャノン - 『ドリーム ホーム 99%を操る男たち』
  - ケヴィン・コリガン - 『成果』
  - ポール・ダノ - 『ラブ&マーシー 終わらないメロディー』
  - リチャード・ジェンキンス - 『トマホーク ガンマンvs食人族』

### 助演女優賞
- マヤ・テイラー - 『タンジェリン』
  - ジェニファー・ジェイソン・リー - 『アノマリサ』
  - シンシア・ニクソン - 『James White』
  - マリン・アイルランド - 『Glass Chin』
  - ロビン・バーレット - 『H.』

### 脚本賞
- トム・マッカーシー、ジョシュ・シンガー - 『スポットライト 世紀のスクープ』
  - チャーリー・カウフマン - 『アノマリサ』
  - ドナルド・マーグリーズ - 『人生はローリングストーン』
  - S・クレイグ・ザラー - 『トマホーク ガンマンvs食人族』
  - フィリス・ナジー - 『キャロル』

### 撮影賞
- エドワード・ラックマン - 『キャロル』
  - マイケル・ジオラキス - 『イット・フォローズ』
  - リード・モラーノ - 『ミッシング・サン』
  - キャリー・ジョージ・フクナガ - 『ビースト・オブ・ノー・ネーション』
  - ジョシュア・ジェームズ・リチャーズ - 『Songs My Brothers Taught Me』

### 編集賞
- トム・マカードル - 『スポットライト 世紀のスクープ』
  - ジュリオ・ペレス - 『イット・フォローズ』
  - クリスタン・スプラグー - 『Manos Sucias』
  - ロナルド・ブロンスタイン、ベニー・サフディー - 『神様なんかくそくらえ』
  - ネイサン・ヌーゲント - 『ルーム』

### アンサンブル賞（ロバート・アルトマン賞）
- 『スポットライト 世紀のスクープ』

### 外国映画賞
- 『サウルの息子』 ハンガリー
  - 『彷徨える河』 コロンビア、 ベネズエラ、 アルゼンチン
  - 『さよなら、人類』 スウェーデン、 ノルウェー、 フランス、 ドイツ
  - 『裸足の季節』 フランス、 ドイツ、 トルコ
  - 『Bande de filles』 フランス

### ドキュメンタリー映画賞
- 『ルック・オブ・サイレンス』
  - 『MERU/メルー』
  - 『The Russian Woodpecker』
  - 『ハート・オブ・ドッグ 〜犬が教えてくれた人生の練習〜』
  - 『Best of Enemies』
  - 『(T)ERROR』

### 第一回作品賞
- 『ミニー・ゲッツの秘密』
  - 『James White』
  - 『地中海』
  - 『Manos Sucias』
  - 『Songs My Brothers Taught Me』

### 第一回脚本賞
- エマ・ドナヒュー - 『ルーム』
  - ジェシー・アンドリュース - 『ぼくとアールと彼女のさよなら』
  - ジョセフ・カルピニャーノ - 『地中海』
  - マリエル・ヘラー - 『ミニー・ゲッツの秘密』
  - ジョン・マガリー、ラッセル・ハーボー、マイナ・ジョセフ - 『The Mend』

### ジョン・カサヴェテス賞
- 『Krisha』
  - 『神様なんかくそくらえ』
  - 『リベリアの白い血』（原題『Out of My Hand』）
  - 『Advantageous』
  - 『Christmas, Again』